# Глазунов, Евгений Владимирович
Евгений Владимирович Глазунов (30 декабря 1987, Иркутск — 16 февраля 2024, пик Аксу, Кыргызстан) — российский альпинист, спортсмен и тренер, мастер спорта. Чемпион России[уточнить] 2013 и 2016 годов.
Инструктор альпинизма 2 категории, спортивный судья 1 категории. 
Судомоделист — спортсмен и тренер, мастер спорта. Призер чемпионата России 2023, Призер Кубка мира 2023 года. Выступал в классах моделей F4-C, F4-B, F-FPV.

## Биография
Родился 30 декабря 1987 г. в Иркутске. Альпинизмом начал заниматься в 2002 году, совершил около 250 восхождений, из них, по категориям сложности:
- 5А-5Б — 65,
- 6А — 17,
- 6Б — 3.

Имел 17 первопрохождений новых маршрутов в качестве руководителя, из них 8 маршрутов 5А-5Б. 3 маршрута в одиночку. Многие маршруты пройдены в безостановочном стиле, то есть без ночевок, бивачного снаряжения и обработки.
12 февраля 2024 года начал восхождение на пик Аксу в Кыргызстане. Добрался до гребня, но днем 16 февраля перестал выходить на связь. На место была отправлена поисково-спасательная группа. 22 февраля тело Глазунова было найдено на склоне горы. Причиной смерти назван камнепад.
Младший брат Сергей погиб 26 июля 2018 года при попытке первопрохождения северного гребня Латок 1 в Пакистане.

### Лучшие восхождения
- 2006 г. — Восхождение на пик Ленина (7134 м), Памир.
- 2007 г. — Очный Чемпионат России по альпинизму (Кавказ, Цей) — 2 место
- 2008 г. — Открытый Чемпионат Южного Федерального округа по альпинизму вершина Ерыдаг маршрут Ефимова 6 А категория сложности — 1 место
- 2009 г. — Зимний Чемпионат России в Классе первопрохождений (Кодар) — 2 место
- 2009 г. — Очный Чемпионат России (Западные Саяны, Ергаки) 6 маршрутов 5Б категория сложности — за 14 дней
- 2010 г. — Зимний Чемпионат России в Классе первопрохождений — восхождение на ввершину Крейсер Варяг (Баргузинский хребет); 6А категория сложности — 5 место
- 2010 г. — Чемпионат России Высотный Класс вершина Ерыдаг, маршрут Воронина 6Б категория сложности — 4 место
- 2011 г. — Восхождение на пик Звёздный (Западные Саяны, Ергаки) — 6А категория сложности
- 2012 г. — Восхождение на пик Блока 5Б, 3-е место Чемпионат СФО, Первопроход на пик Адмиралтеец по С стене 5Б
- 2013 г. — Зимний Сезон в Ала-Арче, 5Б Барбера на пик Свободной Кореи в двойке с Сергеем. Маршрут Ручкина «Директ» 6А в Двойке с Алексеем Тюлюпо за 17 часов без остановок.
- В 2013 — 1-е место Чемпионат России. Выс-тех класс; зимнее восхождение на пик Аксу (Северная стена; 5217 м); 6Б категория сложности
- В 2013 — 2-е место Чемпионат России тех. класс на массиве Ак-кая — 3 маршрута 5Б категория сложности
- В 2014 — 2-е место чемпионат СФО Корона (5-я) Балезина 6А
- В 2014 — 3-е место Чемпионат России тех. класс Свободной Кореи маршрут Ручкина 6А «Народный» без остановок за 15 часов
- В 2015 — 6-е место Чемпионат России тех. класс Саук-Джаляу 1-я Западная 5Б первопроход
- В 2015 — 3-е место чемпионат СФО вершина Север 5Б первопроход
- В 2016 — 1-е место Чемпионат России очный зимний тех. класс в Ала-Арче
- В 2016 — 3-е место Чемпионат России лс. класс первопроход на Пик Чон-тор 5Б категория сложности
- В 2016 — Соло-восхождение маршрут «Центр» 6А на вершину Форосский Кант в Крыму
- В 2016 — 4 Семитысячника за 1.5 месяца:
  - пик Ленина 7134 (Классика 13.07.16),
  - пик Евгении Корженевской (7105 м; Классика; 25.07.16)
  - пик Коммунизма (7495 м; Классика; 02.08.16)
  - пик Хан-Тенгри (6995 м; маршрут Свириденко; 6Б категория сложности; 16.08.16) — II Место Чемпионат России (Высотный класс).
- В 2017 — 3-е место Чемпионат России лс. Класс пик Корона 1 (маршрут Плотникова 5Б, без остановок за 13 часов)

### Прочая деятельность
- Руководитель и основатель школы альпинизма «Горы Байкала»[2].
- Старший тренер школы и сборной команды клуба.
- В 2012 году выиграл экстремальную гонку Siberian Black ice race по льду озера Байкал, с длиной дистанции в 600 километров, преодолев её на велосипеде за рекордные 4,5 дня.
- в 2023 году участвовал в Чемпионате России по судомодельному спорту в классе моделей F4-C — 2 место и в классе моделей F4-B — 2 место.